# Bolet de greix
El bolet de greix o falsa múrgola (Gyromitra esculenta) és una espècie de fong ascomicot de l'ordre dels pezizals (Pezizales). És un bolet d'aparició primaveral; és tòxic i cal tractar-lo amb molta precaució.

## Taxonomia
Jacob Christian Schaeffer(1774) va publicar diverses il·lustracions d'una espècie en la làmina 161, sense indicar-ne el nom però etiquetades en el índex com Elvella mitra. El fong va ser descrit per primera vegada l'any 1800, pel micòleg Christian Hendrik Persoon, com a Helvella esculenta. Elias Fries (1849) va descriure el gènere Gyromitra i sancionà l'espècie com G. esculenta.
L'epítet genèric prové del grec gyrós -arrodonit- i mítra, que fa referència a la forma d'aquest bolet. La paraula llatina esculenta correspon a "comestible".

## Iconografia
Schäffer, Jacob Christian (1774): 161

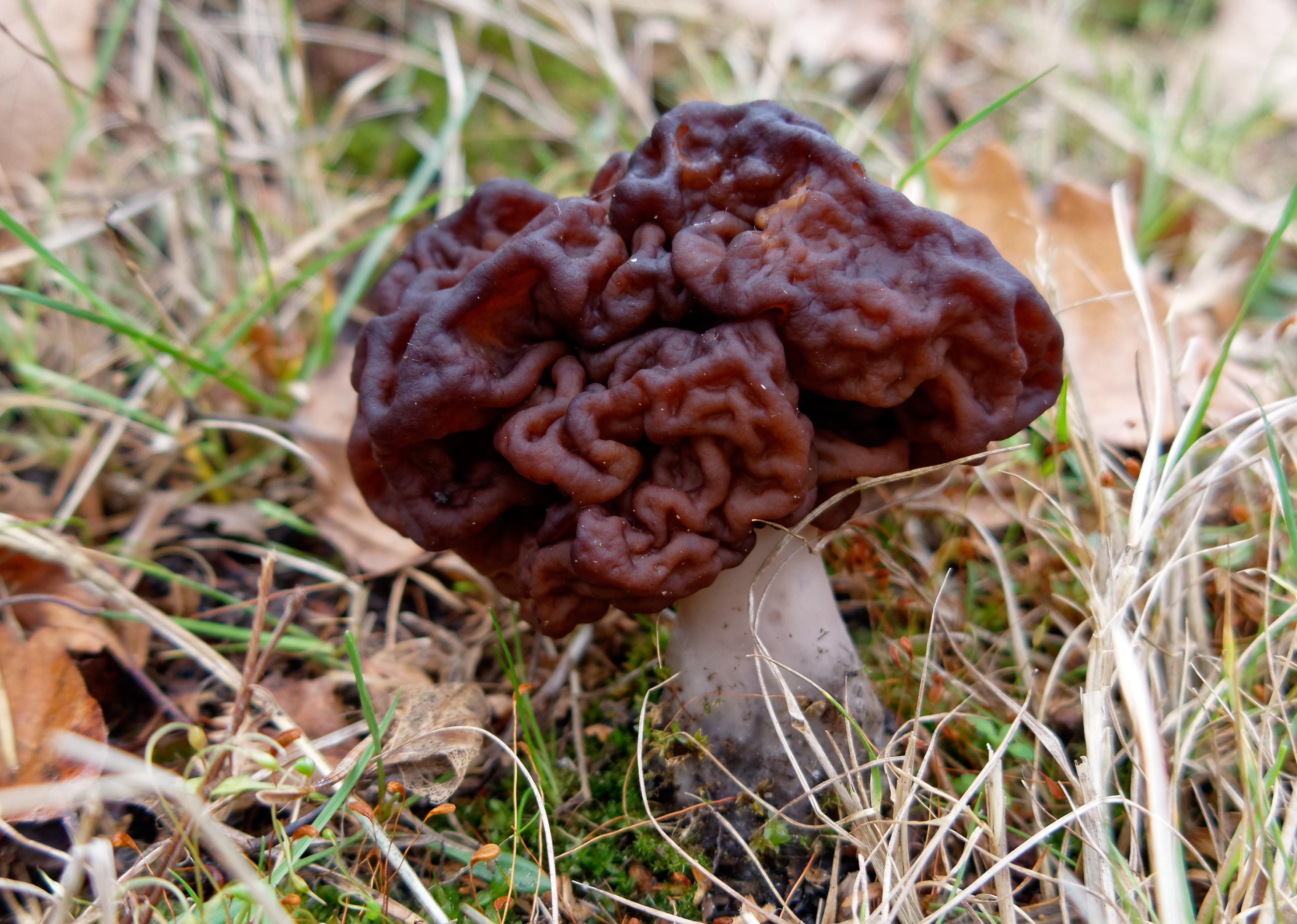
Bolet de greix (Gyromitra esculenta)

Marchand A. (1971): 97

## Descripció
És un bolet amb un barret buit, de color bru rogenc, que sembla un cervell o un drap arrugat, sostingut per un peu blanc, curt, buit, trencadís, solcat a la part de sota. Tot el bolet pot assolir de quatre a vuit cm.
Carn blanca i fràgil que no fa olor de res.

## Hàbitat
Surt a la primavera, sota els pins, prop de soques velles o en forats que deixen els arbres arrencats, més aviat a les comarques pirinenques i dels Prepirineus.

## Espècies semblants
Hi ha dues espècies molt semblants: el bolet de greix gran (Gyromitra gigas), que es distingeix perquè és més gros, de fins a un pam, i té el barret fet d'una mena de cordonets d'un color beix clar, i el bolet de greix de tardor (Gyromitra infula), amb el barret irregular, en forma de sella de muntar, és de color fosc i, a diferència de l'altre, surt a la tardor.

## Comestibilitat
Contràriament al que el seu nom indica (l'epítet esculenta que significa "comestible" en llatí), aquest bolet és tòxic per als humans, fins i tot mortal si es menja cru. Pot causar intoxicacions greus o accidents mortals fins i tot quan es consumeix cuit, si es consumeix repetidament. Quan es deshidrata, continua sent lleugerament tòxic perquè la giromitrina es converteix en monometilhidrazina (o metilhidrazina), que es degrada durant l'assecatge però continua present com a hidrazina.
Un estudi publicat el 2021 associa el consum d'aquest bolet amb un augment, en un poble de la Savoia, de casos d'esclerosi lateral amiotròfica (més coneguda com a "malaltia de Charcot" o ELA), que en realitat és una malaltia neurodegenerativa. En una regió de Finlàndia on el bolet de greix també es consumeix, s'ha detectat un increment d’aquesta malaltia en la seva població.
Giromitrina
El principi tòxic, la giromitrina (N-metil-N-formylhidrazona), s'hidrolitza en l'organisme a metilhidrazina. La metilhidrazina, antagonista de l'acció de la piridoxina (vitamina B6) sobre les nombroses reaccions cel·lulars de les quals aquesta vitamina és el cofactor, és responsable de les manifestacions observades.
Trastorns neurològics
Els trastorns neurològics (convulsions) es poden explicar per un defecte en la síntesi d'àcid γ-aminobutíric (piridoxina dependent) que indueix una disminució del nivell intracerebral de GABA, amb la reducció del llindar epilèptic. El dany hepàtic s'explica per la formació intracel·lular de radicals lliures. La intoxicació subaguda és possible en un consum repetit de dosis baixes que l'organisme elimina molt lentament. 
Un estudi publicat el 2021 associa el consum d'aquest bolet amb la malaltia de Charcot [2].
Símptomes
La incubació és llarga (correntment de 6 a 8 hores, de vegades de 2 a 24 hores). L'aparició dels trastorns és sobtada, marcada per astènia, marejos, mal de cap, dolor abdominal, vòmits i de vegades diarrea. Els signes persisteixen durant 1 o 2 dies i després milloren gradualment. Les formes greus es caracteritzen per trastorns neurològics (convulsions), trastorns metabòlics (hipoglucèmia, acidosi metabòlica) i l'aparició, el 2n o 3r dia, de danys hepàtics citolítics que poden ser greus. L'afectació renal és indirecta. Se n’han descrit casos d'hemòlisi intravascular aguda. El tractament consisteix en el tractament simptomàtic dels trastorns digestius i l'afectació hepatorenal, associats a l'administració intravenosa de vitamina B6 (1 a 2 grams per 24 hores)[4].

## Noms populars
Capadella, cobertora, barretets, capellets de paret, orella de monjo, coques, papellides, coquetes de paret, murga.